# Hámori Csaba
Hámori Csaba, teljes neve Hámori Csaba Péter Pál (Budakeszi, 1948. november 22.) magyar gépészmérnök, egyetemi oktató, kommunista politikus, a Magyar Szocialista Munkáspárt (MSZMP) pártfunkcionáriusa, KISZ-vezető, 1984–1988 között a KISZ KB első titkára, 1988–1989 között az MSZMP Pest Megyei Bizottságának első titkára. A rendszerváltás után 1989–1990 között a Magyar Szocialista Párt elnökségi tagja, a párt Pest megyei bizottságának elnöke. 1985–1990 között a MSZMP, 1990–1994 között az MSZP országgyűlési képviselője.

## Élete

### Származása, tanulmányai
Édesapja dr. Hámori Dezső állatorvos volt, az állatorvos-tudományok doktora, édesanyja Bárány Edit adminisztrátor, anyai nagyapja pedig Bárány Nándor akadémikus, egyetemi tanár. Az általános iskolát Budakeszin járta ki, középiskolai tanulmányait a budapesti József  Attila  Gimnáziumban végezte.
1967-ben leérettségizett és felvételt nyert a Budapesti  Műszaki  Egyetem Gépészmérnöki  Karára. Egy évig előfelvételis sorkatonai szolgálatot teljesített, műegyetemi tanulmányait 1968-ban kezdte meg. 1970-ben, még egyetemi hallgatóként belépett a Magyar Szocialista Munkáspártba. 1973-ban gépészmérnöki oklevelet szerzett, vegyipari gépész szakon. A Dr. Heller László professzor által vezetett Hőenergetikai Tanszéken kapott tanársegédi állást. Az Egyetem Münnich Ferenc Kollégiumában lakott, a XI. kerületi Irinyi József utcában.

### Az MSZMP és a KISZ funkcionáriusa
1963-ban lett a KISZ tagja. A Budapesti Műszaki Egyetemen alapszervezeti titkár lett, majd az évfolyama agitációs-propaganda titkárhelyetteseként tevékenykedett. 1970-ben a Münnich Ferenc Kollégiumban agitációs-propaganda titkárnak választották. 1971-ben az egyetemen a kari KISZ-bizottság tagja és a kar agitációs-propaganda titkára lett.
1975-ben függetlenített pártfunkcionárius lett, és a Magyar Kommunista Ifjúsági Szövetség (KISZ) műegyetemi szervezetének titkárává („egyetemi KISZ-titkár”) nevezték ki. Feladatai közé tartozott a hallgatói sajtókiadványok (Gépész KáTé, Ballagó Újság, stb.) ellenőrzése és engedélyezése.
1976 februárjában kinevezték a KISZ Központi Bizottsága (KISZ KB) Szervezési Osztályának vezetőjévé („budapesti szervező titkárrá”). 1977 júniusában megválasztották a KISZ Budapesti Bizottságának első titkárává („budapesti KISZ-titkárrá”). 1980-ig még műegyetemi oktató állását is fenntartotta, félállásban, majd óra-adó tanárként oktatott.
1980 februárjában kinevezték a MSZMP Budapest XIX. kerületi (kispesti) bizottságának első titkárává („kerületi párttitkárra”). A következő években levelező tagozaton elvégezte az MSZMP KB Politikai Főiskoláját. Szakdolgozatát „Energiagazdálkodásunk néhány kérdése” címmel SZD-2688/1984 szám alatt adta be).
1984. december 4-én az MSZMP Központi Bizottsága kooptálta (felvette) tagjai közé. Három nappal később, december 7-én a KISZ Központi Bizottságának (a KISZ KB-nek) első titkára lett, e tisztségben Fejti Györgyöt váltotta, akit az MSZMP Borsod-Abaúj-Zemplén megyei Bizottságának első titkárává neveztek ki.
Az MSZMP 1985. március 25–28. között megtartott XIII. kongresszusán meghirdetett ún. „fiatalítási program” keretében beválasztották a párt Politikai Bizottságába (MSZMP PB), amely a párt legfelsőbb döntéshozó grémiuma volt. 1985 júniusában az MSZMP képviselőjeként helyet kapott az állampárti parlamentben.
1988 júliusától az MSZMP KB Ifjúsági Bizottságának elnöke volt egészen 1988. novemberéig, a bizottság megszűnéséig. 1988. november 11-én lemondott a KISZ-ben viselt funkcióiról, és az MSZMP Pest Megyei Bizottságának első titkárává választották. Az MSZMP Központi Bizottságának 1989. június 23–24-i ülésén, már a párt bomlásának végső fázisában határoztak az MSZMP PB kibővítéséről és átalakításáról Politikai Intéző Bizottsággá, ebben Hámori is helyet kapott.

### A rendszerváltás után
1989. október 7-én, a MSZMP önfeloszlatása után alapító tagként csatlakozott az MSZMP jogutódjaként megalakuló Magyar  Szocialista  Párthoz. A pártelnökség megalakulásától, 1989. októberétől kezdve az új párt elnökségi tagja, az MSZP Pest megyei elnöke és az MSZP parlamenti frakcióvezetője lett. Az 1990 március-áprilisi választáson az MSZP Jász-Nagykun-Szolnok megyei területi listáján országgyűlési képviselői helyet szerzett. 1990 június 19-én az országgyűlés egyik szavazásán Demény Pál képviselőtársa helyett is szavazatot adott le. Tettét a házbizottság megengedhetetlennek tartotta, de jogkör hiányában nem szankcionálta.
Az 1994-es választáson nem indult és az MSZP listáján sem szerepelt, visszavonult a főállású politizálástól. Résztulajdonosa lett a Balo Kft.-nek. 1996-tól kezdve az MSZP Baloldali Tömörülés Platform elnökségi tagjává választották, 2001-től a 2010-es évek elejéig a platform alelnökeként tevékenykedett. 2005-ben egy vadászat alkalmával elkövetett fegyveres fenyegetésért büntetőeljárás indult ellene. Védelmét Bárándy Péter volt igazságügyminiszter látta el. Nem jogerősen felfüggesztett börtönbüntetésre ítélték.

## Fő politikai funkciói
| Szervezet                               | Funkció                      | Kezdete            | Vége               |
| --------------------------------------- | ---------------------------- | ------------------ | ------------------ |
| KISZ Budapesti Bizottsága               | első titkára                 | 1977. június 30.   | 1980. február 25.  |
| MSZMP Budapest XIX. Kerületi Bizottsága | első titkára                 | 1980. február      | 1984. december     |
| MSZMP Központi Bizottsága (MSZMP KB)    | tagja                        | 1984. december 4.  | 1989. október 7.   |
| KISZ Központi Bizottsága (KISZ KB)      | első titkára                 | 1984. december 7.  | 1988. november 11. |
| MSZMP Politikai Bizottsága (MSZMP PB)   | tagja                        | 1985. március 28.  | 1989. június 24.   |
| MSZMP Pest Megyei Bizottsága            | első titkára, ügyvez. elnöke | 1988. november 11. | 1989. október 7.   |
| MSZMP Politikai Intéző Bizottsága       | tagja                        | 1989. június 24.   | 1989. október 7.   |
| Magyar Szocialista Párt (MSZP)          | elnökségi tagja              | 1989. október 10.  | 1990. május 26.    |
| Magyar Szocialista Párt (MSZP)          | Pest megyei elnöke           | 1989. október      | 1990.              |

## További információ
- „Hámori Csaba” MTV archívum, fotobank. archivum.mtva.hu. (Hozzáférés: 2020. december 28.)
- Hell Roland. „Életinterjúk a Kádár-korszak néhány vezető politikusával” (pdf). Forrás 2011 (10).[halott link]
- Az 1990-ben megválasztott Országgyűlés almanachja. Főszerk.: Kiss József, szerk.: Horváth Zsolt. Magyar Országgyűlés, Budapest, 1992. 143.k.